# Dutzendteich (Weiherlandschaft)
Der große und der kleine Dutzendteich sind die beiden größten „Teiche“ einer Weiherlandschaft im Südosten Nürnbergs. Die beiden Seen sind Teil des Naherholungsgebietes Volkspark Dutzendteich. Sie werden vom Fischbach durchflossen und zusätzlich vom Langwasser gespeist.
Dutzendteich ist außerdem der Name des statistischen Bezirks 30 in der Südöstlichen Außenstadt.

## Geschichte

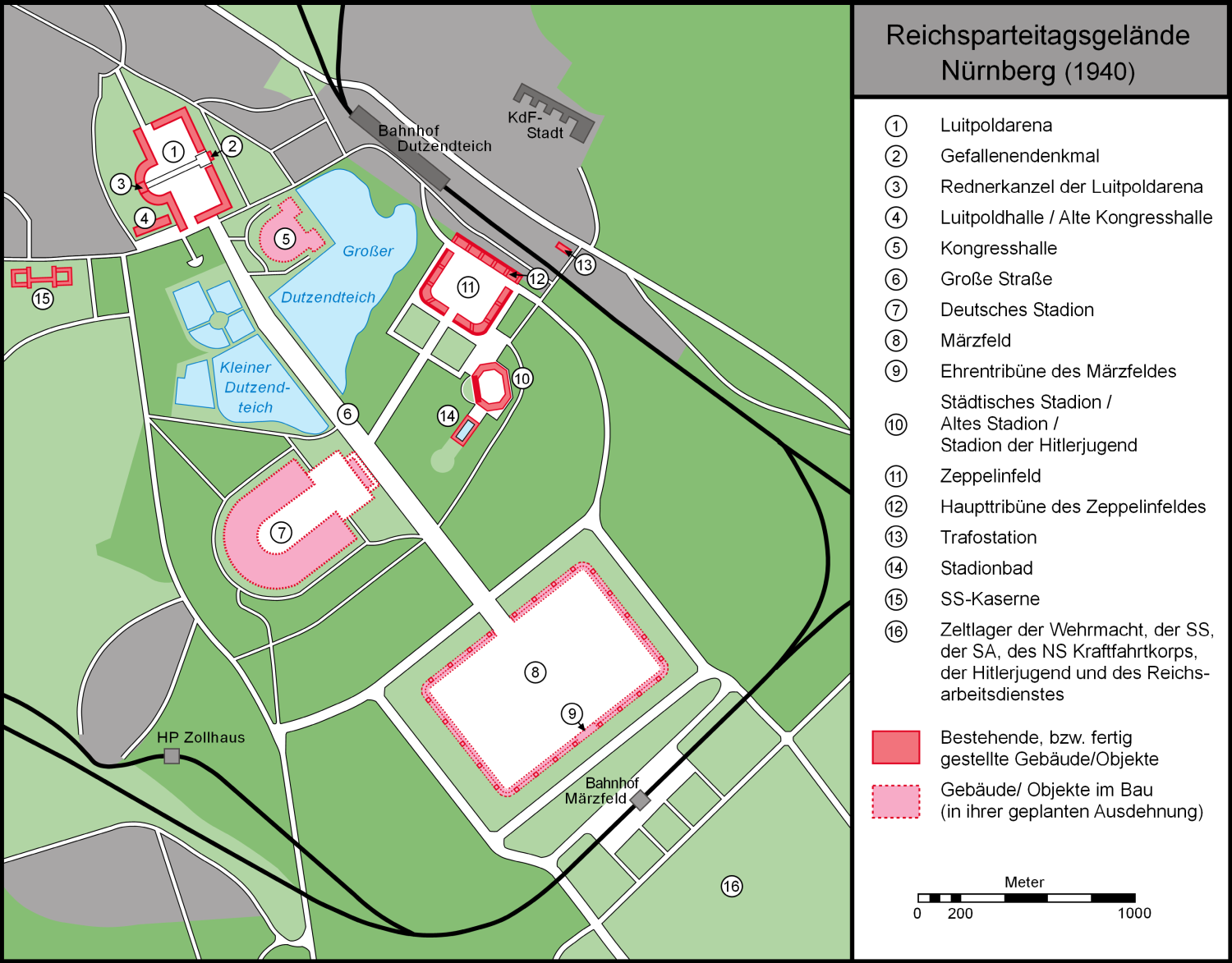
Die Dutzendteiche auf dem Reichsparteitagsgelände in Nürnberg um 1940

Kaiser Ludwig der Bayer erteilte 1337 dem Reichsforstmeister Konrad Waldstromer die Genehmigung, die Weiheranlage auf Reichsboden zu errichten. Durch das Aufstauen mehrerer Bäche entstand der Dutzendteich. Das Privileg der Waldstromer wurde 10 Jahre später durch Kaiser Karl IV. erneuert. 1495 erwarb der Innere Rat die Wasserfläche und die inzwischen errichtete Mühle für die Reichsstadt Nürnberg. Seit diesem Jahr wurde auch der Fischbach in den Dutzendteich geleitet und am Ausfluss wurden zwei Hammerwerke errichtet. Viel später – 1825 – erwarben die Gebrüder Späth die Anlage und bauten sie zur ersten Maschinenfabrik Bayerns aus. Mitte der 1950er Jahre wurde der Standort aufgegeben und in der Folge mit Wohnhäusern bebaut.
Bereits im 17. Jahrhundert war der Dutzendteich ein beliebtes Ausflugsziel. 1638 wurde zum ersten Mal ein Schankrecht erteilt, 1713 am Nordwestufer das „Wirtshaus am Dutzendteich“ erbaut. 1813 konnten die Gäste auf Gondeln und Kähnen fahren, im Winter Schlitten fahren oder auf Schlittschuhen laufen. Die Gondel „Preciosa“ bot 1826 Platz für zwölf Fahrgäste und vier Ruderer. Ende des 19. Jahrhunderts setzte man elektrische Boote der Firmen Schuckert und Späth ein. Eine Strandpromenade, Cafés und eine Badeanstalt wurden errichtet. Weitere Gasthäuser siedelten sich an. Das von der Stadt erbaute „Wirtshaus am Dutzendteich“ wurde 1899 durch das beliebte „Park-Café-Wanner“ ersetzt.
1906 fand im benachbarten Luitpoldhain die bayerische Landesausstellung statt, die auch das Dutzendteichgelände einbezog. Eine besondere Attraktion war der am Südufer erbaute Leuchtturm, der als Aussichtsturm konzipiert war und die Scheinwerfersignale eines echten Leuchtturms imitierte. Die Besucher wurden mit einem elektrischen Aufzug im Turminneren auf die Aussichtsplattform gebracht.
1912 wurden die ursprünglich vier Nummernweiher Bestandteil des Tiergartens.
Schon früh entdeckten die Nationalsozialisten das Gelände und errichteten dort ihr Reichsparteitagsgelände. Der bei den Nürnbergern beliebte Leuchtturm wurde am 29. Oktober 1936 gesprengt. Er stand dem Bau der Kongresshalle im Weg. Für dieses Bauwerk wurde auch ein Teil des Dutzendteiches zugeschüttet.

## Name
Der Name Dutzendteich kommt nicht etwa von ehemals dort vorhandenen zwölf Teichen (es waren nur acht). Einige Quellen besagen, dass sich der Begriff Dutzendteich von der altdeutschen Bezeichnung Doutze für Schilfrohr ableitet. Andere Quellen, wie der „Pfinzing-Atlas“ von 1594, nennen die Bezeichnung Tutschetey, was schlammiges Gelände bedeutet. Heute liegt neben dem großen Dutzendteich (früher oft auch „Dutzenteich“ geschrieben) der kleine Dutzendteich, der Flachweiher und weitere, kleinere Weiher, die als „Nummernweiher“ bezeichnet werden. Von den ursprünglich vier Nummernweihern sind nur noch zwei erhalten.

## Natur
Der Dutzendteich und die angrenzenden Flachweiher hatten früher für Fauna und Flora eine sehr große Bedeutung. Mit der Sumpf-Weichorchis (Hammarbya paludosa), dem Rundblättrigen Sonnentau (Drosera rotundifolia) und der Kleinen Seerose (Nymphaea candida) wuchsen hier früher große botanische Kostbarkeiten. Auch für die Vogelwelt hatte der Dutzendteich früher eine sehr große Bedeutung.

## Heutige Nutzung
Der Große Dutzendteich dient neben dem Freizeitsport mit Segel- und Ruderbooten auch dem Regattasport. So führen der am Nordufer liegende Yacht-Club Nürnberg und der Ruderverein Nürnberg auf dem Gewässer Ranglisten-Regatten durch. Des Weiteren wird der Teich zum Training des Kanuvereins Nürnberg in den Wettkampfdisziplinen Kanurennsport und Kanupolo genutzt.
In den Sommermonaten gibt es einen Bootsverleih mit 60 Tret- und Ruderbooten; im Winter gibt es die Möglichkeit zum Schlittschuhlaufen.
Er findet ferner als Karpfenweiher Verwendung und wird im Herbst komplett abgelassen.
Hauptnutzung ist die Naherholung. Die ehemalige Traditionsgaststätte „Wanner“ existiert heute noch und wurde durch den neuen Besitzer generalsaniert („Gutmann am Dutzendteich“ vormals Wanner). Einzig die Konzertmuschel erinnert noch an das „Wanner“. Die legendäre „Seerose“ musste in den 1990er Jahren dem Ausbau der Ringstraße weichen. Die beiden hölzernen Chörlein konnten gerettet und auf Initiative der Altstadtfreunde am ehemaligen „Roten Ross“ (Weinmarkt 12a) und am Hauptmarkt 9 (Korn und Berg) angebracht werden.
Ein vom „Dokumentationszentrum Reichsparteitagsgelände“ mit Hinweistafeln ausgestatteter Weg führt durch das Gelände rund um den Dutzendteich.

## Umgebung
Der Dutzendteich wurde Bestandteil des ehemaligen nationalsozialistischen Reichsparteitagsgeländes; dazu gehören unter anderen auch die Kongresshalle, in der sich das Dokumentationszentrum Reichsparteitagsgelände befindet, das Messegelände, das Stadion Nürnberg und der Nürnberger Volksfestplatz. Direkt neben dem Dutzendteich am Zeppelinfeld liegt der DTM-Stadtkurs Norisring (ehem. „200 Meilen von Nürnberg“). Die Haupttribüne des Zeppelinfeldes bildet hier auch die Haupttribüne. Weiter südlich liegt der Silbersee, der aus der mit Wasser vollgelaufenen Baugrube des von den Nationalsozialisten begonnenen Deutschen Stadions entstanden ist.

## Bildergalerie

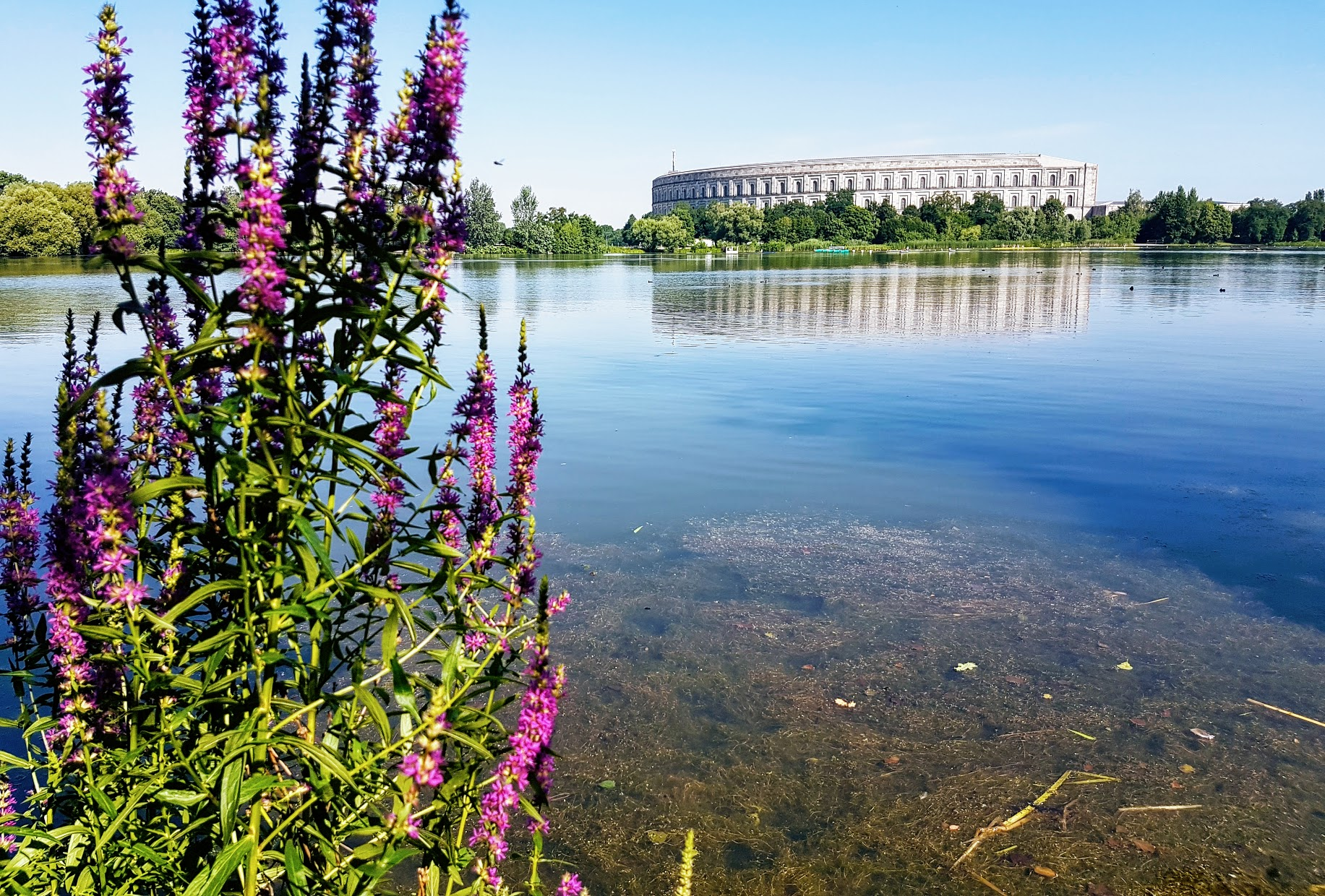
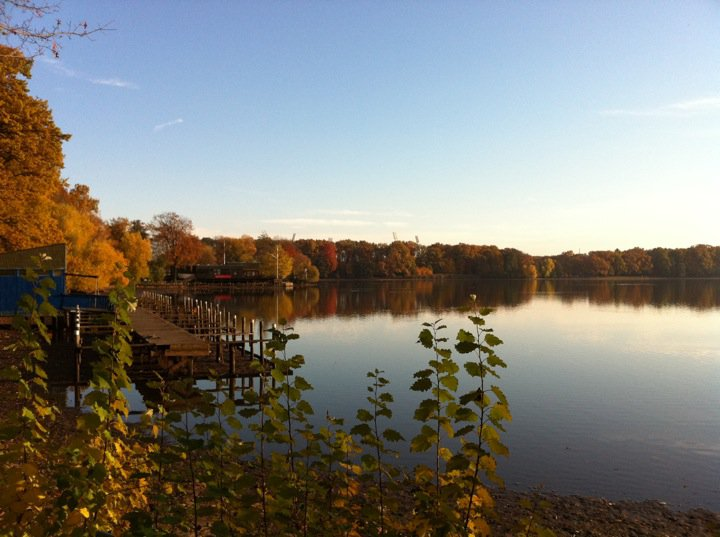
Dutzendteich in Nürnberg im Herbst 2010
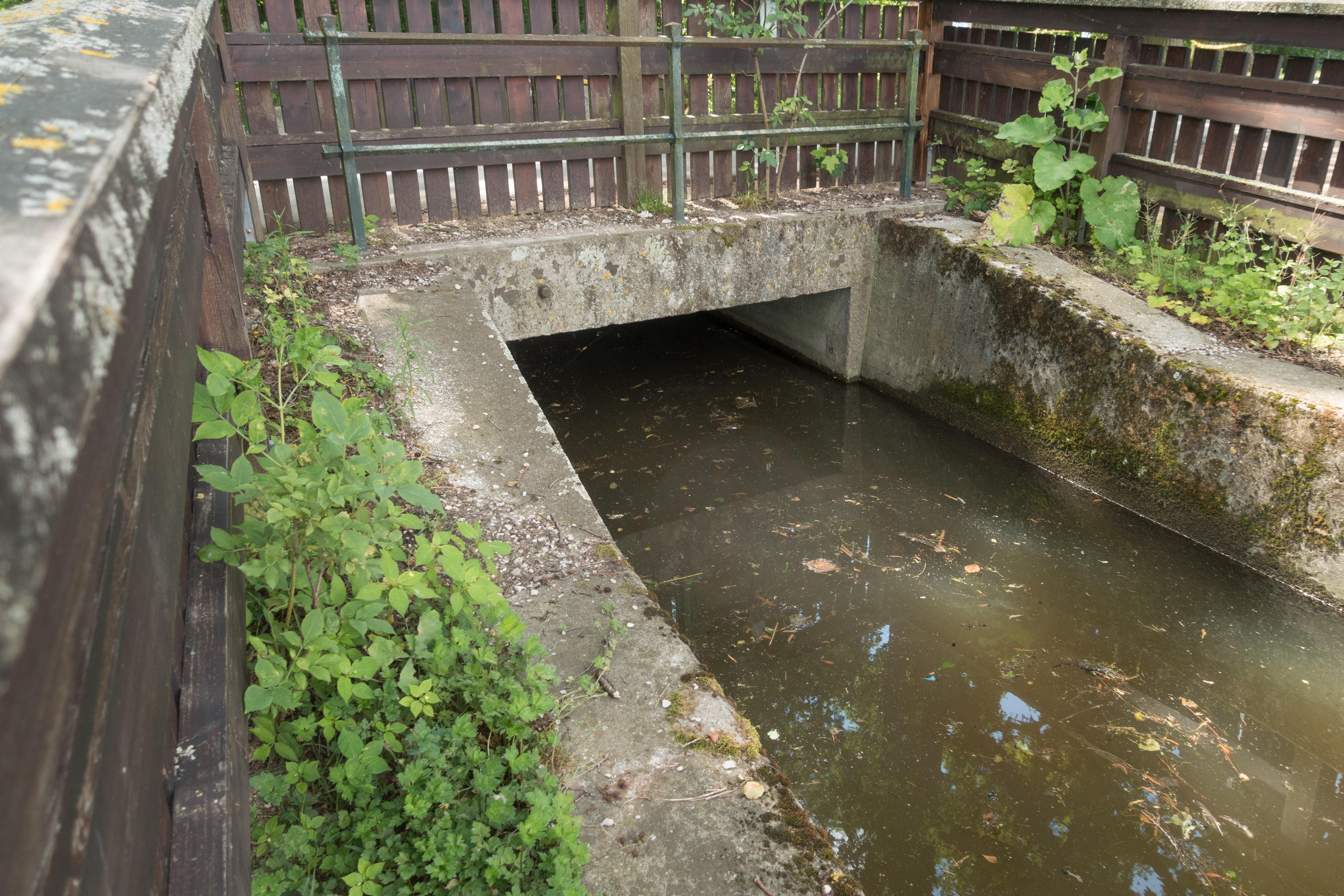
Zulauf des Langwasser
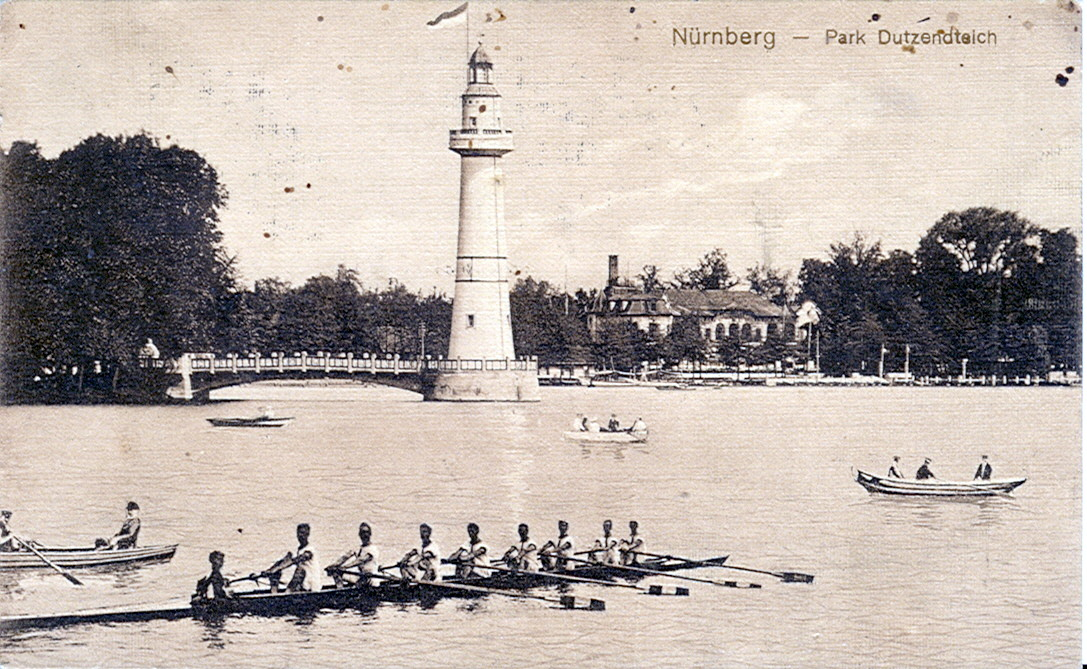
Der 1936 gesprengte Leuchtturm am Dutzendteich
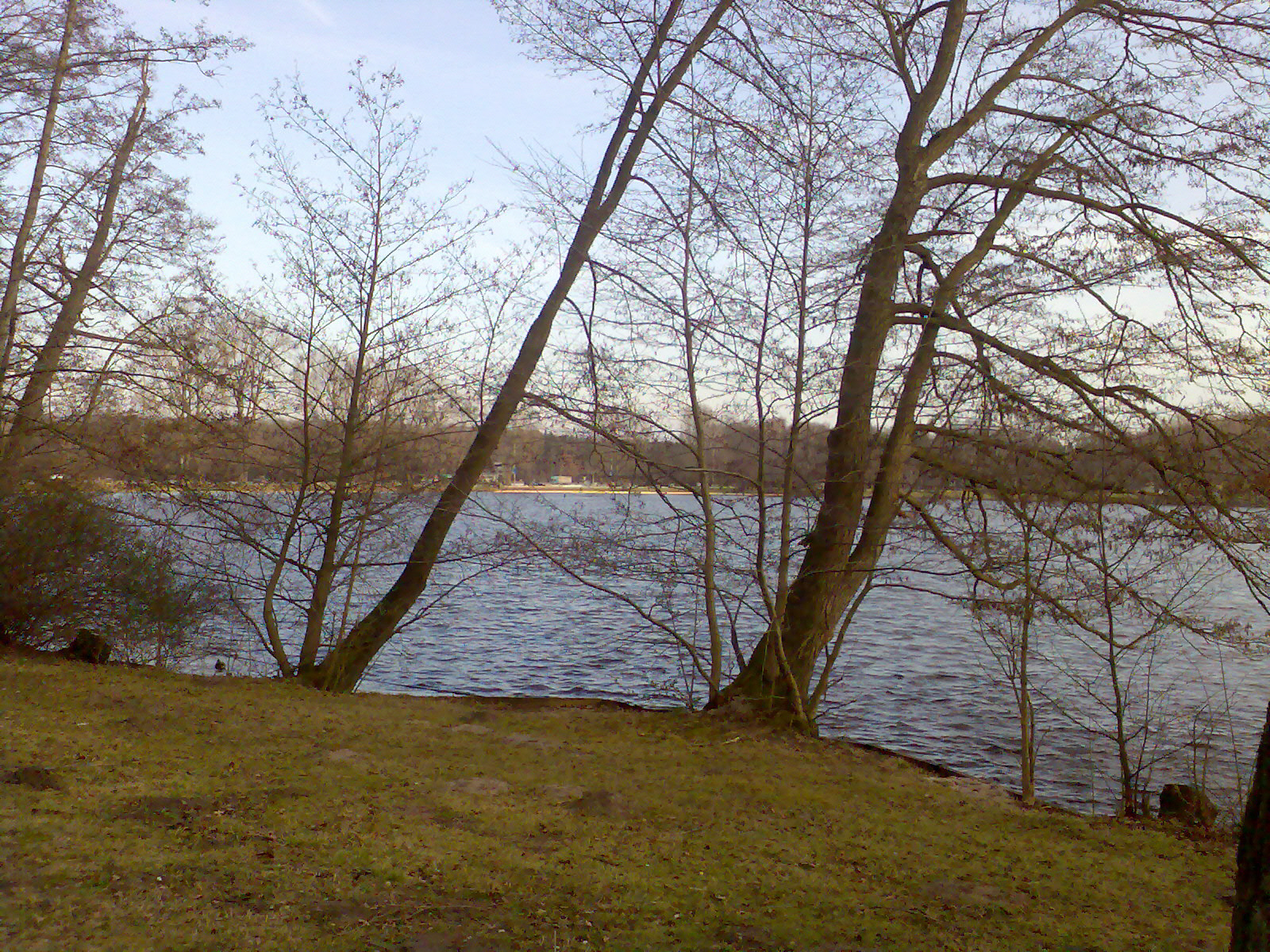
Flachweiher
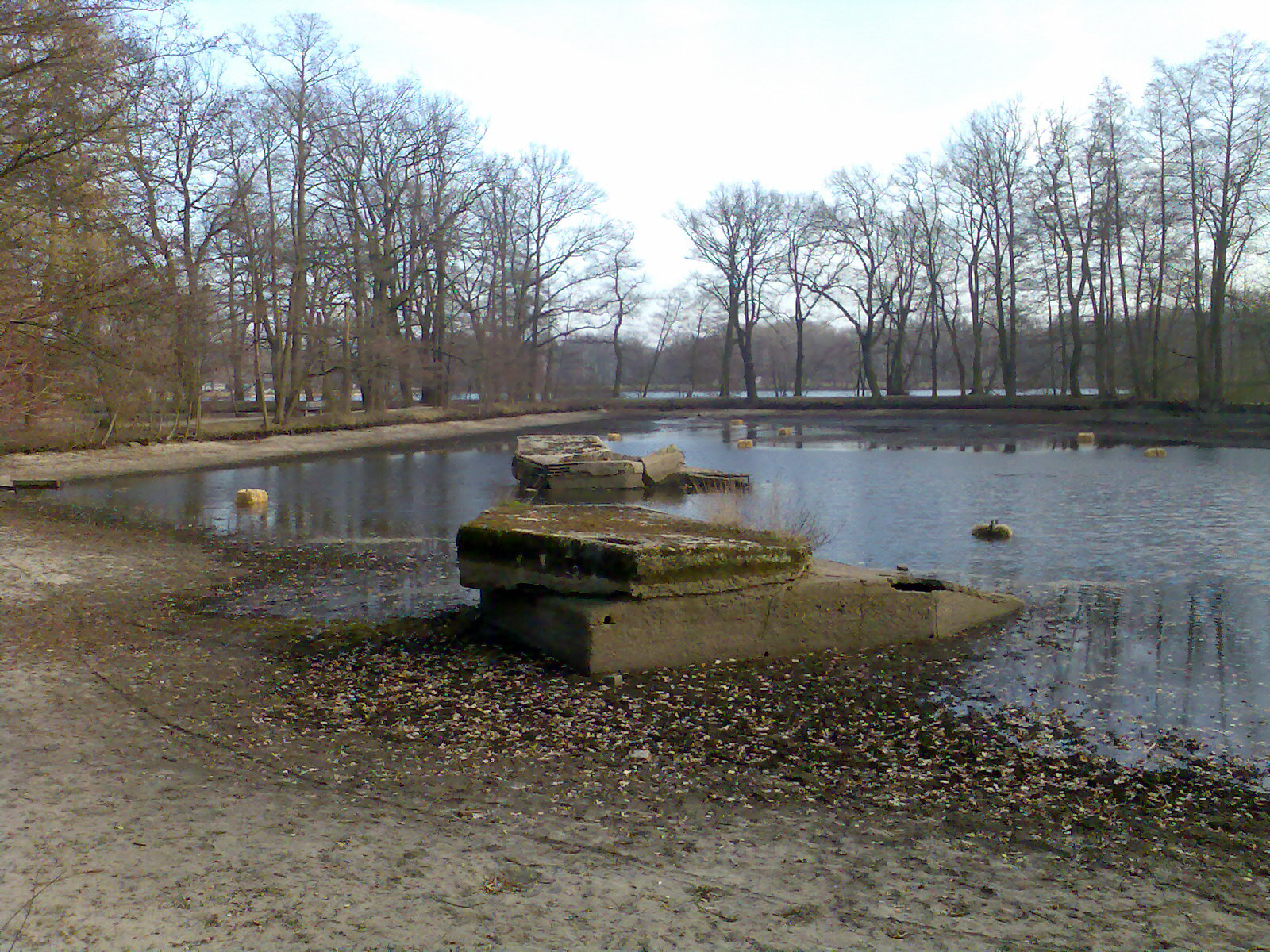
Nummernweiher mit Seelöwenfelsen
Schautafel
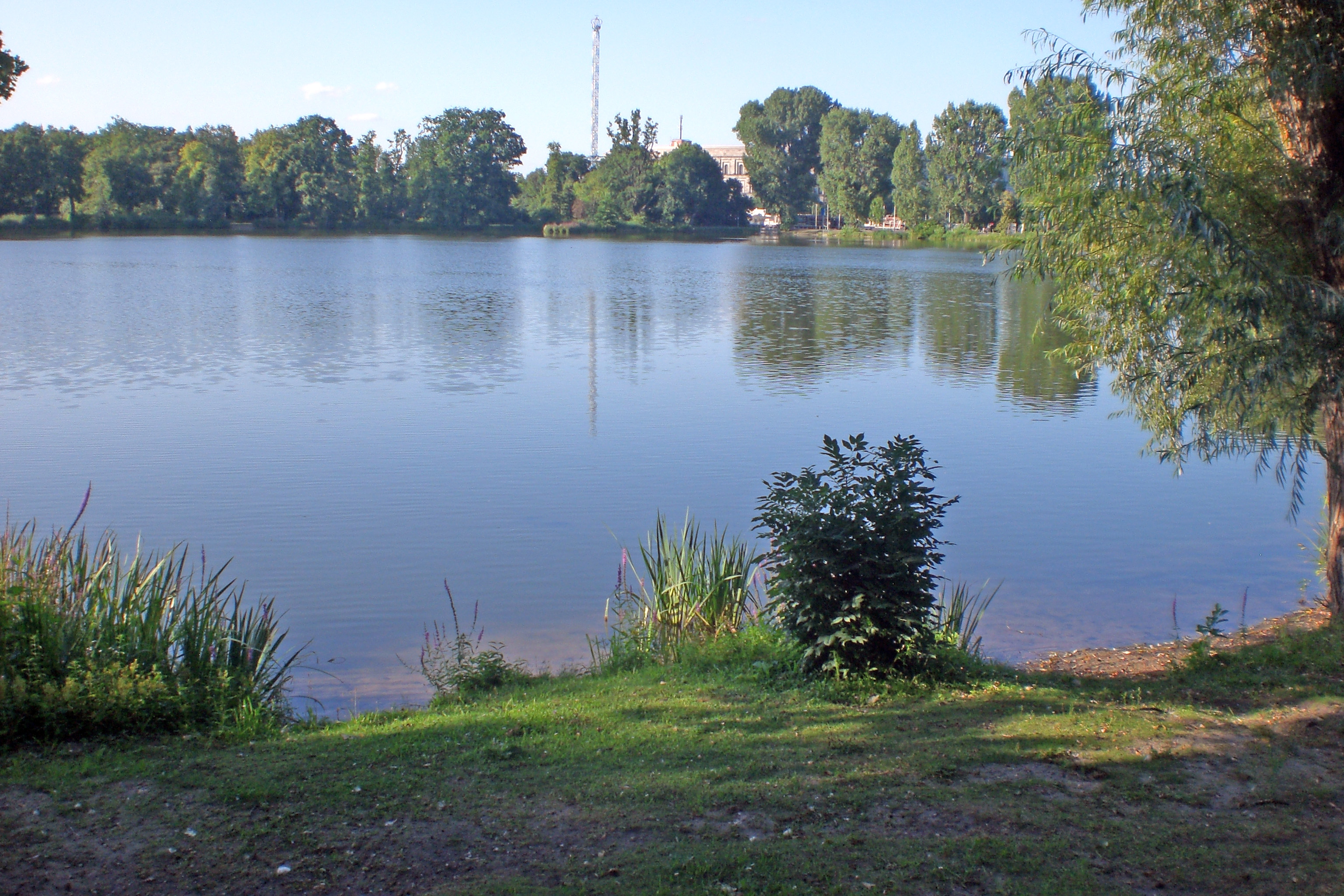
Kleiner Dutzendteich (2024)
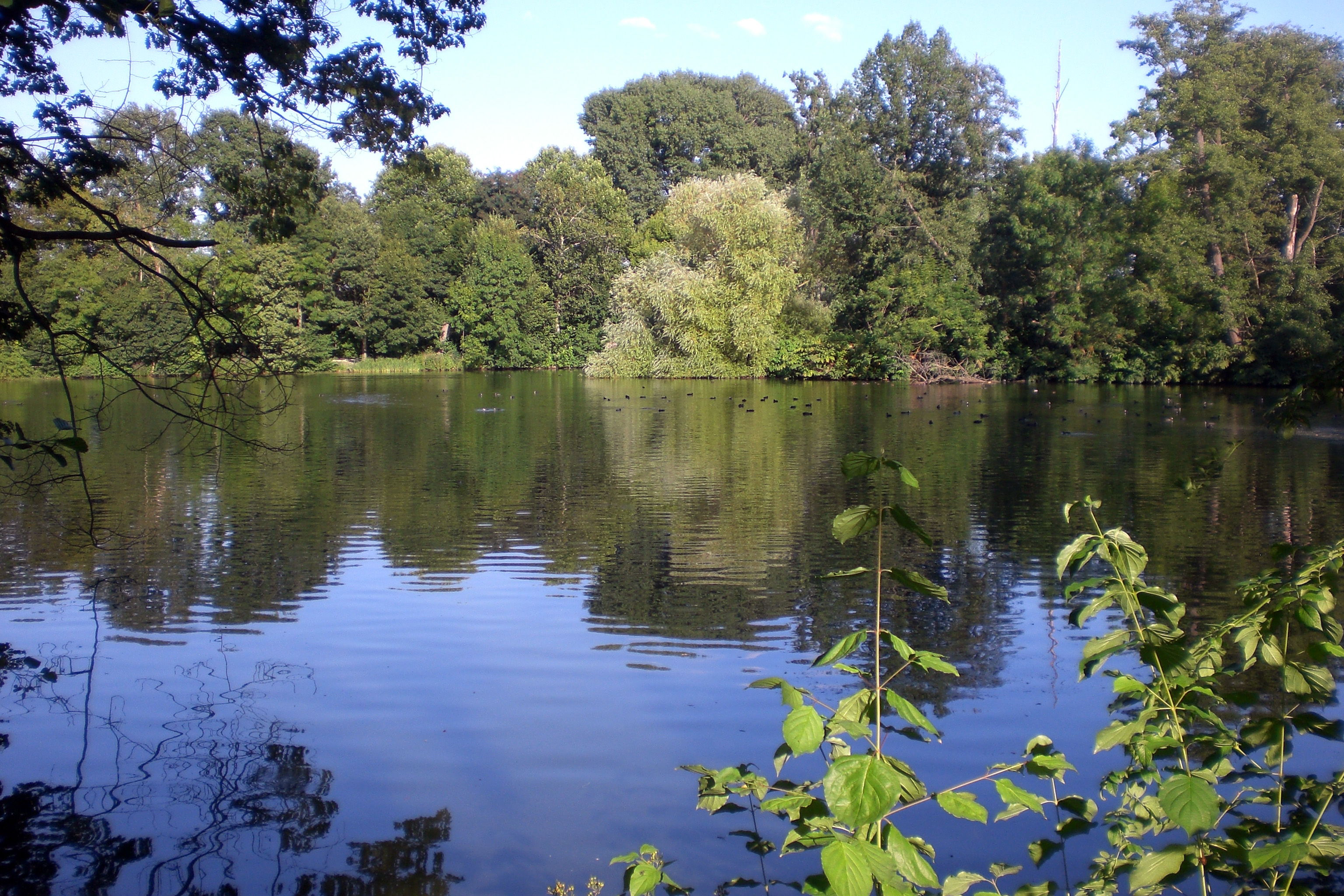
Nummernweiher (2024)